# Internationale Theologische Konferenz „Islamische Lehre gegen Radikalismus“
Die Internationale Theologische Konferenz „Islamische Lehre gegen Radikalismus“ (russisch Международная богословская конференция «Исламская доктрина против радикализма» [Meschdunarodnaja bogoslowskaja konferenzija «Islamskaja doktrina protiw radikalisma»], englisch International Theological Conference “Islamic Doctrine Against Radicalism”) war eine Konferenz islamischer Gelehrter, die am 25. und 26. Mai 2012 in Moskau im Hotel Ritz-Carlton stattfand. Das Internationale Wasatiya-Zentrum (Global Forum for Moderation) aus Kuwait und das Wissenschafts- und Bildungszentrum Al Wassatyja (Moskau) als dessen russischer Ableger waren die Hauptorganisatoren. Die Konferenz wurde mit Unterstützung der Russischen Präsidialverwaltung abgehalten. Sie wurde von Teilnehmern aus Kuwait, Saudi-Arabien, Tunesien, Russland und verschiedenen anderen Staaten besucht. Dabei wurden zum ersten Mal nach dem Zusammenbruch der UdSSR rund fünfzig ausländische islamische Gelehrte offiziell ins Land eingeladen. Die Konferenz wurde vom Vorsitzenden des Organisationskomitees Adel al-Falah (dem Präsidenten des Internationalen Wasatiya-Zentrums) aus Kuwait eröffnet.
Ziel der Konferenz war die Erarbeitung einer Erklärung, in der Radikalismus und Extremismus in all ihren Erscheinungsformen sowie die Verwendung von Begriffen wie Dschihad (Eifer auf dem Weg des Islam), Takfīr (Anklage des Unglaubens und des Rückzugs vom Islam) und Kalifat (ein historisches und theologisches Konzept islamischer Staatlichkeit) zu eigennützigen politischen Zwecken verurteilt werden. So verabschiedeten die Gelehrten aus der islamischen Welt zum Abschluss der Konferenz die Moskauer Theologische Erklärung, eine geistliche Deklaration zu Fragen der Anwendung der Scharia, der Interpretation der Begriffe Dschihad, Takfīr und Kalifat.

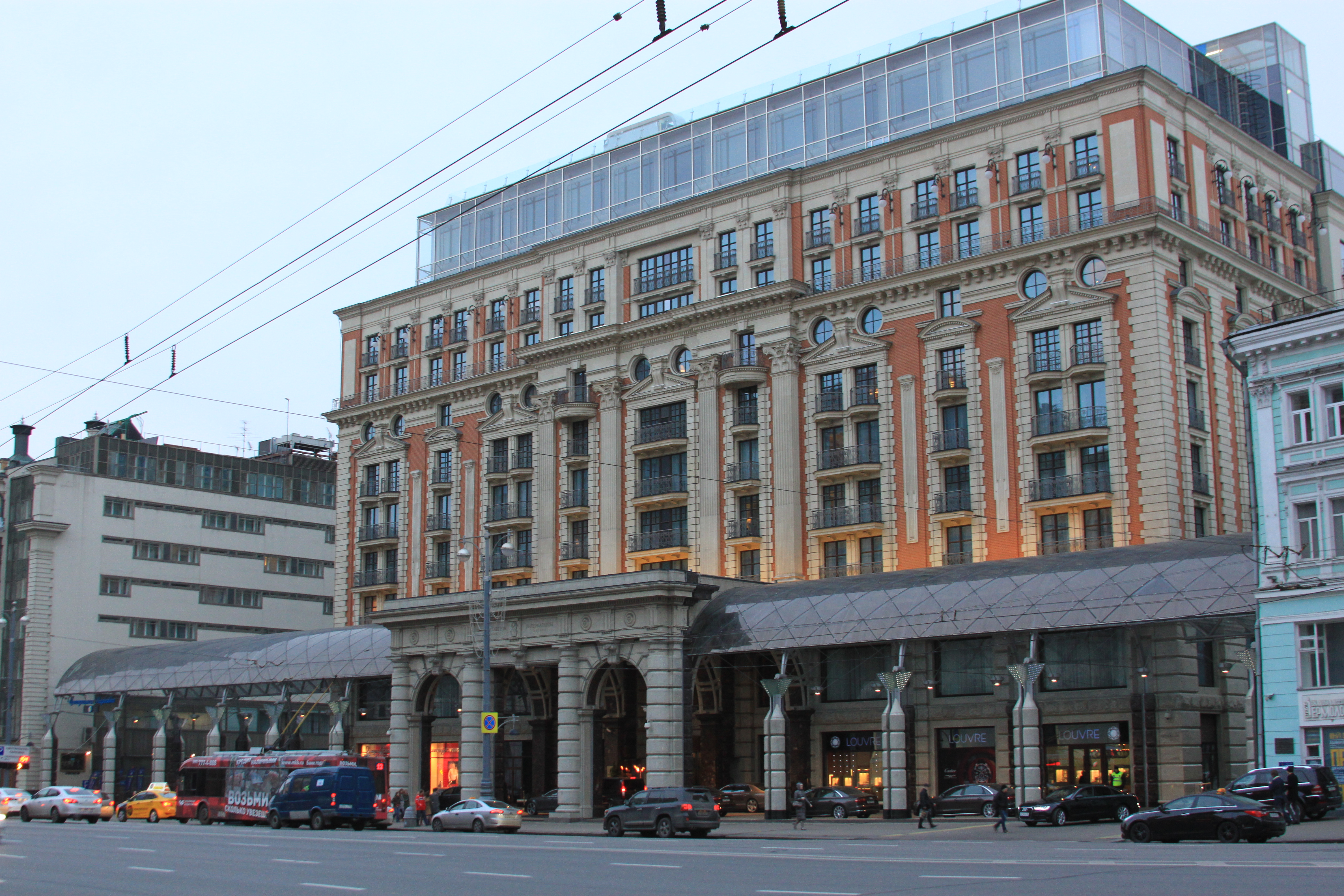
Hotel Ritz-Carlton Moskau

## Moskauer Theologische Erklärung
Die Konferenz endete mit der Verabschiedung der Moskauer Theologischen Erklärung, die Radikalismus verurteilt. Sie wurde auf Arabisch und Russisch veröffentlicht und behandelte die Probleme im Sinne des moderaten Wasaṭīya.
Dieses theologische Dokument fasste – nach Darstellung der Webseite der Geistlichen Verwaltung der Muslime der Russischen Föderation (DUMRF) – den Inhalt mehrerer Fatwas zusammen – theologische Stellungnahmen, die Radikalismus, Extremismus und Gewalt unter religiösen Parolen verurteilen. Auf einstimmigen Beschluss der Konferenzteilnehmer wurde das Niveau der endgültigen theologischen Schlussfolgerung von einer einzelnen Fatwa, die sich mit privaten Rechtsfragen im muslimischen Leben befasst, auf das Niveau der Moskauer Theologischen Erklärung angehoben, die theologische Entscheidungen zu mehreren wichtigen Rechtsfragen zusammenfasst. Diese Tatsache stellt sie auf eine Stufe mit historischen Dokumenten wie der Erklärung von Mekka, der Erklärung von Amman, der Kairoer Erklärung der Menschenrechte im Islam usw. Als Ergebnis von zwei Tagen intensiver Arbeit verabschiedeten die Teilnehmer der Konferenz einen abgestimmten Text der geplanten theologischen Erklärung, der die Unzulässigkeit von Gewalt durch Muslime gegen Vertreter anderer Konfessionen und Ideologien sowie ihrer Glaubensgenossen, die Unzulässigkeit radikaler Interpretationen islamischer Rechtsbestimmungen zu Fragen von Krieg und Frieden, die Unzulässigkeit von Eingriffen in die Menschenrechte und Freiheiten, die Unzulässigkeit von Verstößen gegen Gesetze des Wohnsitzlandes, die Unzulässigkeit der Erklärung des bewaffneten Kampfes gegen die staatlichen Strukturen des Staates und die Macht des Islam klarstellt.

## Teilnehmer
Zu den teilnehmenden Persönlichkeiten bzw. Institutionen zählten:
- das Internationale Wasatiya-Zentrum (Kuwait)
- das Wissenschafts- und Bildungszentrum Al Wassatyja (Russland)
- die Internationale Union Muslimischer Gelehrter
- der Generalsekretär der Internationalen Union Muslimischer Gelehrter, Ali Al-Karadaghi
- der Vorsitzende des Russischen Muftirates, Mufti Rawil Gainutdin
- Der ex-Mufti von Usbekistan Muhammad Sodiq Muhammad Yusuf
- der stellvertretende Vorsitzende der Internationalen Union Muslimischer Gelehrter, Abdullah bin Bayyah
- der Mufti des Libanon Sheikh Mohammed Rashid Qabbani
- der Mufti von Oman Sheikh Ahmed bin Hamad al-Chalili
- Tunesien, Ministerium für religiöse Angelegenheiten, Noureddine El Khademi
- Kuwaitischer Untersekretär des Ministeriums für religiöse Stiftungen und Islamische Angelegenheiten, Adel Al-Falah
- Generalsekretär der  Holy Quran Memorization International Organization der Islamischen Weltliga, Abdullah Ibn Ali Basfar
- der Leiter der Sunnitischen Waqf-Behörde im Irak[11] Ahmad Abd al-Ghaffur al-Samarra'i
- Vorsitzende Zentralisierter Geistlicher Verwaltungen der Muslime

  - der Vorsitzende des Russischen Muftirates, Mufti Rawil Gainutdin
  - der Vorsitzende des Koordinationszentrums der Muslime des Nordkaukasus, Mufti Ismail Berdijew
  - der Vorsitzende des Russischen Vereinigung des islamischen Einvernehmens, Mufti Muchammad Rachimow
  - der stellvertretende Vorsitzende der Zentralen Geistlichen Verwaltung der Muslime Russlands, Mufti Albir Krganov

Die staatliche russische Seite wurde vertreten von:
- Leiter der Abteilung für religiöse Angelegenheiten der russischen Präsidialverwaltung Ilja Barinow
- Abgeordnete der Staatsduma - Russisches Parlament und Leiter der Dagestanischen Kommission für die Anpassung an das zivile Leben derjenigen, die terroristische und extremistische Aktivitäten eingestellt haben Riswan Kurbanow
- dem Leiter der dagestanischen Ministeriums für nationale Politik, religiöse Angelegenheiten und Außenbeziehungen Bekmurza Bekmurzaev
- der stellvertretende Vorsitzende der Geistlichen Verwaltung der Muslime des europäischen Teils von Russland Damir Muchetdinow
- der Rektor der Moskauer Islamischen Universität Damir Chairetdinow
- Zentrum für Religionsgeographie der Synodalen Abteilung für Kirche und Gesellschaft der Russisch-Orthodoxen Kirche, Roman Silantjew
- der Aktivist[12] der Organisation "Tataren für Israel" (Tatars for Israel) Rais Suleimanow

Eine dritte Gruppe, die die Konferenz kritisiert hat, wurde von der salafistischen Jugend vertreten, die Ruslan Kurbanow zufolge den Organisatoren und Teilnehmern des Treffens "gefährliche Kompromisse" mit den russischen Behörden bei der Verurteilung von Dschihad und Kalifat vorwirft. Im Namen dieser Gruppe wurden von zwei dagestanischen Journalisten Vorwürfe und Forderungen an die Konferenz geäußert, worin  gesagt wurde, dass das Abschlussdokument der Konferenz nicht als Fatwa bezeichnet werden könne und dass es unmöglich sei, zu behaupten, dass dieses Dokument auf Idschmāʿ basiere.
- der dagestanische Journalist Abd-ul-Mu'min Gajjiev
- der dagestanische Journalist Zuhum Zuhumov

## Verschiedenes
Der Orientalist Ruslan Kurbanow – dessen Berichterstattung aus einer Vielzahl von Meldungen zu der Konferenz herausragt – zählt es dabei zu einer für Russland revolutionären Tatsache, dass das Abschlussdokument der Konferenz mit dem Namen Moskauer Theologische Erklärung der muslimischen Gelehrten über den Dschihad, die Anwendung der Scharia und das Kalifat mit Verweisen auf Ibn Taymiyyah und Ibn al-Qayyim gefüllt war, und es Tatsache sei, dass während der gesamten postsowjetischen Geschichte der muslimischen Gemeinschaft Russlands genau diese islamischen Denker von den offiziellen Muftis des Landes als Ideologen des Wahhabismus und Radikalismus abgestempelt wurden.
Der bei der Versammlung ebenfalls anwesende Sultan Mirsajew wird von der russischsprachigen dschihadistischen Website Kavkaz Center (russisch Кавказ-центр Kawkas-zentr) als „Anführer von Kadyrows Murtadds (Abtrünnigen)“ aus der „Hauptstadt der Ungläubigen“ (Moskau) mit den Worten zitiert:

«По моему мнению, необходимость проведения такого мероприятия назрела давно, хотя и сегодня ещё не поздно […] Я хочу отдельно поблагодарить Администрацию президента РФ, фонд первого президента Чечни Ахмата Кадырова, и нынешнего главу республики Рамзана Кадырова за материальную и моральную поддержку […]»

„Meiner Meinung nach war die Notwendigkeit einer solchen Veranstaltung längst überfällig, auch wenn es heute noch nicht zu spät ist […] Ich möchte der Präsidialverwaltung der Russischen Föderation, der Stiftung des ersten Präsidenten Tschetscheniens, Achmat Kadyrow, und dem derzeitigen Oberhaupt der Republik, Ramsan Kadyrow, für ihre materielle und moralische Unterstützung danken […]“